# Dermot Morgan

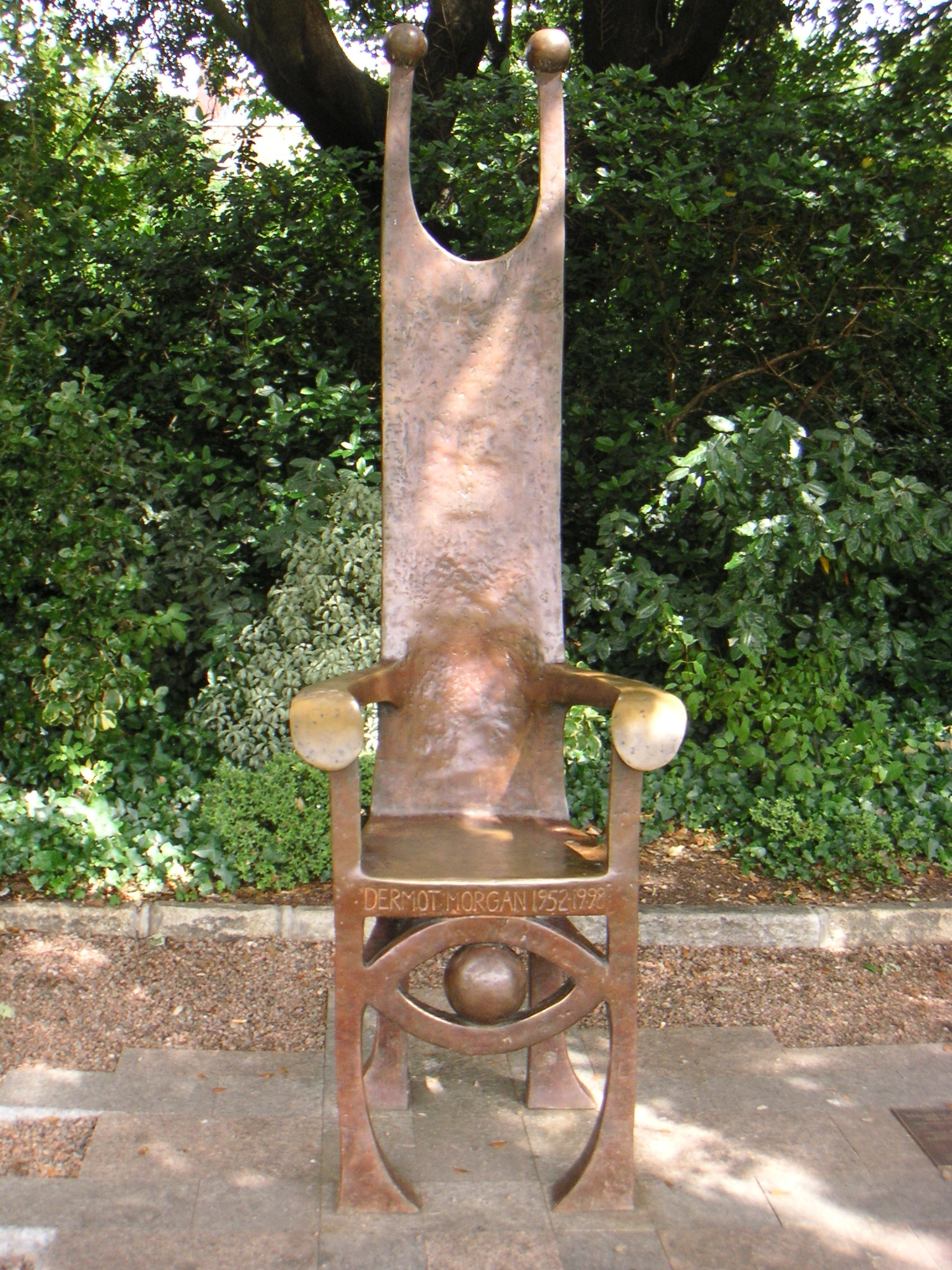
Monument ter nagedachtenis aan Dermot Morgan in Merrion Square, Dublin

Dermot Morgan (Dublin, Ierland, 31 maart 1952 - Londen, Engeland, 28 februari 1998) was een Ierse komiek en acteur en voormalig docent die vooral bekend is van zijn rol als Father Ted Crilly in de komedieserie Father Ted.
Een dag nadat de opnames voor het derde seizoen van Father Ted afgerond waren overleed Morgan aan een hartaanval.

## Gedeeltelijke filmografie

### Televisie
- The Live Mike (1979–82)
- Father Ted (1995–98)
- Have I Got News for You (1996–97)
- Shooting Stars (1 episode, 1996)
- That's Showbusiness (1 episode, 1996)

### Film
- Taffin (1988)
- The First Snow of Winter (1998)

- Bibliothèque nationale de France: cb14208666k (data)
- Gemeinsame Normdatei: 1032976802
- International Standard Name Identifier: 0000 0003 9104 1563
- Library of Congress Control Number: n99050608
- MusicBrainz: e7dbbae2-c3c5-446d-aa85-33bdfb1e9e01
- Nederlandse Thesaurus van Auteursnamen: 322030811
- Virtual International Authority File: 284781322
- WorldCat: E39PBJxWPKQYxCghrBdMQhB773